# Corn Ranch
Corn Ranch est une base de lancement  du programme de fusées Blue Origin. Le site de lancement du projet Blue Origin se trouve à 40,2 kilomètres au nord de Van Horn, au Texas. Il se trouve dans une grande propriété privée connue sous le nom de Corn Ranch (Ranch de maïs). La parcelle de terrain de 670 kilomètres carrés (165 000 acres) a été achetée par le milliardaire et fondateur d'Amazon, Jeff Bezos. Le site ouvre après une proposition au FAA en 2006; cette proposition documente le site de lancement privé, qui comprendrait un centre de traitement des véhicules, un complexe de lancement, un centre d'atterrissage et de récupération des véhicules, un centre de formation participant au vol spatial et d'autres installations de soutien mineurs.
La licence de lancement et les permis d'expérimentation actuels octroyés par la Federal Aviation Administration du gouvernement américain autorisent les vols des fusées New Shepard. Le premier vol d'essai a eu lieu le 13 novembre 2006 dans le but de proposer des vols touristiques commerciaux. Le premier lancement spatial habité de Blue Origin a eu lieu à Corn Ranch le 20 juillet 2021. Le vol, baptisé NS-16, transportait le fondateur de Blue Origin Jeff Bezos, son frère Mark Bezos, la pilote d'essai et membre de Mercury 13 Wally Funk, et le Néerlandais Oliver Daemen pour un vol suborbital à bord du New Shepard 4. 
En juillet 2021, Blue Origin comptait 275 employés ainsi qu'une cinquantaine de contracteurs qui soutiennent les installations de l'ouest du Texas.
La rampe de lancement est localisée aux coordonnées 31,422927°N 104,757152°W, à environ 2,9 km au nord du hall d'assemblage. Le pas d'atterrissage est située aux coordonnées 31.4517°N 104.7628°W, à environ 6,1 km au nord du centre de contrôle et à 3,2 km au nord de la rampe de lancement.
En plus des rampes de lancement suborbitales, le site de l'ouest du Texas comprend un certain nombre de bancs d'essai de moteurs-fusées. Des installations d'essai de moteurs-fusées pour supporter les moteurs à egol hydrolox, méthalox et à propergol stockable sont présentes.
Trois installations d'essai sont prévues pour tester uniquement le moteur BE-4 à mélange methalox : deux installations d'essai complètes pouvant supporter des mises à feu à pleine poussée et à pleine durée, ainsi qu'une installation d'essai de pré-brûlage à haute pression et de courte durée, ce qui permet d'affiner la séquence d'allumage et comprendre les transitoires de démarrage.